# レオニード・セドネフ

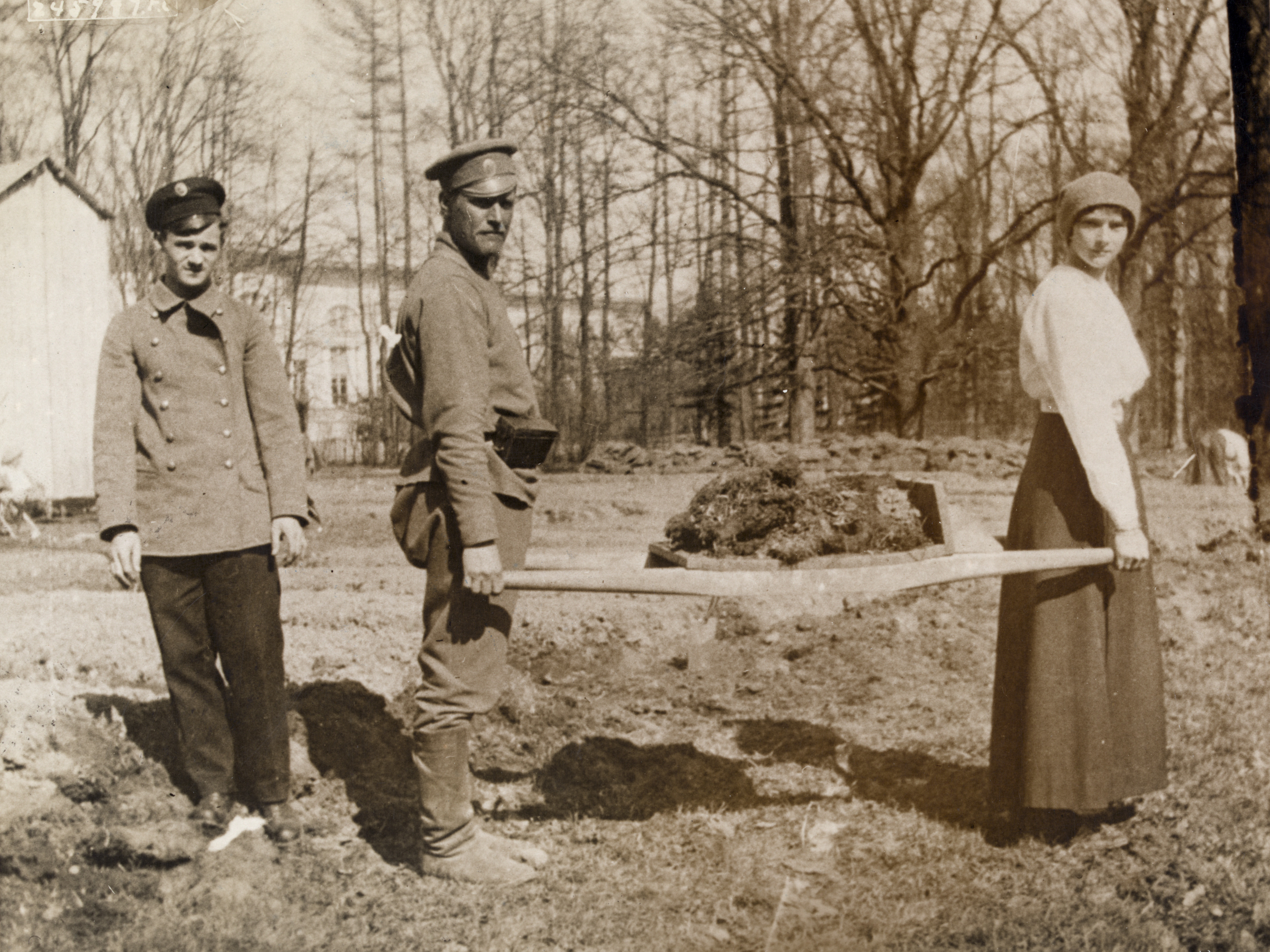
1917年春に軟禁下のツァールスコエ・セローの宮殿外にて。芝の塊を運ぶ大公女タチアナ・ニコラエヴナを撮影した写真。一緒に運んでいる警備兵の後ろに立っている少年がレオニード・セドニョフと見られている

レオニード・イヴァノヴィチ・セドニョフ（ロシア語: Леонид Иванович Седнёв, ラテン文字転写: Leonid Ivanovich Sednev、1903年??月??日 - 1942年7月17日?）は、叔父のイヴァン・ドミトリエヴィチ・セドニョフとともにロマノフ朝最後の皇帝ニコライ2世一家のお抱え料理人の助手を務めた少年である。ラテン文字転写から姓はセドネフと表記されることが多い。ヤコフ・ユロフスキー配下の銃殺隊によるニコライ2世一家の銃殺が実行された1918年7月17日以降も生き延びることができた唯一のイパチェフ館の囚人となった。

## 皇室仕え
ツァールスコエ・セローで叔父のイヴァン・セドニョフと同様にニコライ2世一家お抱えの料理人の助手として採用されたセドニョフ少年は歳の近いニコライ2世の息子のアレクセイ・ニコラエヴィチ皇太子と親しくなり、彼の遊び友達になった。
セドニョフ叔父甥はニコライ2世一家が移送されたシベリアのトボリスクとエカテリンブルクにあるイパチェフ館でも引き続き元皇帝一家の料理人の助手を務めた。
叔父イヴァンは1918年5月27日にアレクセイのお守り役であるナゴールヌイと一緒に尋問のためにイパチェフ館から連れ去られた。この日、館の周辺をぶらぶら歩いていたピエール・ジリヤール（ニコライ2世の上の2人の子供の元フランス語家庭教師）は2人が赤軍兵士によって無蓋四輪馬車に乗せられるのを目撃している。それきり2人は二度と館に戻らなかった。
7月14日（日曜日）に司祭のストロジェフが許可を得て館に招かれ、ニコライ2世一家は聖体礼儀を行った。この若い神父はエフゲニー・ボトキン、アレクセイ・トルップらとともにセドニョフ少年が後方のアーチの影に立っていたのを確認している。
7月16日朝に館の警護隊長ヤコフ・ユロフスキーはセドニョフ少年を館から通りの向かいの警護兵たちの宿舎に引っ越させた。少年が帰ってこないのをひどく心配した前皇后アレクサンドラ・フョードロヴナはその日の晩にどういう事情があるのか、ボトキンを聞きにやった。ユロフスキーはボトキンとタチアナ・ニコラエヴナに少年は叔父に会いに行くために館を去ったのだと説明したが、一家の抱いた不安は解消されなかった。実際にはイヴァンは6月上旬（他の情報源によると6月下旬:342、あるいは7月上旬 ）に銃殺されていたため、面会は不可能であった。
アレクサンドラの人生最後の日記に彼の名前が登場する。
警護兵のフィリップ・プロスクリャコフは前皇帝一家が失踪する前日にセドニョフ少年が彼のベッドで一緒に寝たので話をしたが、その時にユロフスキーに衣類を取り上げられてしまったと文句を言っていたと白軍の取調官に供述している。7月17日に起こったとされるエカテリンブルクの惨劇の定説を疑問視するアンソニー・サマーズとトム・マンゴールドは著書『ロマノフ家の最期』の中で、この時点ではまだアレクセイの殺害は計画されておらず、彼に衣服を着せるために取り上げたのではないかと推測している。
また、警護兵のレテミンは7月17日の朝8時に宿舎に立ち寄るとそこにセドニョフ少年がいたので、どうしてここにいるのか？と聞くと、その場にいた警護兵のアレクサンドル・ストレコチンが片手を振って少年を脇の方に連れて行き、昨夜遅くに前皇帝夫妻（ニコライ2世、アレクサンドラ・フョードロヴナ）とその家族全員（オリガ・ニコラエヴナ、タチアナ・ニコラエヴナ、マリア・ニコラエヴナ、アナスタシア・ニコラエヴナ、アレクセイ・ニコラエヴィチ）、医師のエフゲニー・ボトキン、料理人のイヴァン・ハリトーノフ、召使いのアレクセイ・トルップ、侍女のアンナ・デミドヴァが殺害されたこと、彼自身もその現場に立ち会ったことを知らせてきたと白軍の取調官に供述している。
ユロフスキーの指令によって間一髪のところで命を救われることになったセドニョフ少年は7月20日にウラル・ソビエト当局によって親戚が住むカルーガ県へ列車で送り出された:328。

## 死
レオニード・セドニョフにはいくつもの死亡説が存在する。その一つは第二次世界大戦中の1941年10月にモスクワの戦いで戦死したとされており、その証拠も残されている。他の情報源では反革命の陰謀に加担した罪（反革命罪）で1929年にヤロスラヴリ県で銃殺刑に処されたとされる。さらに死亡報告書には有罪判決を受けて最後の任地となったブリャンスク戦線で1942年7月17日に処刑されたと書かれている。

## 名誉回復
2009年10月16日にロシア連邦検察庁はレオニード・セドニョフら従者を含めたボリシェヴィキによる政治的弾圧の犠牲者52名の名誉の回復を発表した。